# 多沃賈克 (密歇根州)
多沃賈克（英語：Dowagiac）是一個位於美國密歇根州卡斯縣的城市。

## 人口
根據2020年美國人口普查的數據，多沃賈克的面積為11.74平方千米，當中陸地面積為11.53平方千米，而水域面積為0.20平方千米。當地共有人口5721人，而人口密度為每平方千米487人。